# نبرد ترموپیل (۲۷۹ پیش از میلاد)
نبرد ترموپیل در سال ۲۷۹ پیش از میلاد به درگیری اشاره دارد که میان ارتش مهاجم گال‌ها و ارتش متحد از یونانی‌های آتولی، بوئوتی‌ها، آتنی‌ها و فوکیایی‌ها در گذرگاه معروف ترموپیل درگرفت. گال‌ها تحت فرمان برنوس پیروز شدند و به سمت شبه‌جزیره یونان پیشروی کرده و سپس در آنجا تلاش کردند دلفی را غارت کنند، اما کاملاً شکست خوردند.

## پس زمینه
مردمان گالی که از شاخه‌های مختلف فرهنگ لا تنه سرچشمه می‌گرفتند، با شروع قرن چهارم قبل از میلاد تحرکاتی را مبنی بر گسترش در سرزمین‌های جنوب شرقی اروپا به سمت شبه جزیره بالکان آغاز کردند. اگرچه سکونتگاه‌های گالی در نیمه غربی حوضه کارپات متمرکز شده بودند، اما در داخل شبه جزیره بالکان تهاجمات و سکونتگاه‌های سلتی قابل توجهی وجود داشت.
حملات سلت‌ها در اوایل قرن سوم قبل از میلاد از پایگاه‌های جدید خود در شمال ایلیریا و پانونیا، با یورش به سوی شهرها و روستاهای مقدونیه و یونان به اوج خود رسید. تهاجم ۲۷۹ قبل از میلاد به یونان با سلسله لشکرکشی‌های دیگری که در جنوب بالکان و برضد پادشاهی مقدونیه به راه انداخته شد، برآمده از سردرگمی ناشی از فرآیندهای جانشینی پیچیده و تفرقه انگیز پس از مرگ ناگهانی اسکندر کبیر بود.
فشار نظامی سلتی‌ها به یونان در جنوب بالکان در سال ۲۸۱ قبل از میلاد به نقطه عطف خود رسید. در سال ۲۸۰ قبل از میلاد یک ارتش بزرگ، متشکل از حدود ۸۵۰۰۰ پیکارجو، از پانونیا نزدیک شد و به سه بخش تقسیم گردید. این نیروها به سمت جنوب مقدونیه و مرکز یونان حرکت کردند. تحت رهبری سرتریوس، ۲۰۰۰۰ نفر علیه تراکیایی‌ها و تریبالی‌ها حرکت کردند. لشکر دیگری به رهبری برنوس و آکیکوریوس علیه پایونی‌ها حرکت کردند، در حالی که لشکر سوم به رهبری بولگیوس به سمت مقدونی‌ها و ایلیری‌ها حرکت کرد.
بولگیوس خسارات سنگینی به مقدونی‌ها وارد کرد که پادشاه جوان آنها، بطلمیوس کراونوس، دستگیر و سر بریده شد. با این حال، گردان‌های بولگیوس توسط نجیب‌زاده مقدونی سوستنس دفع شد و نیروهای بولگیوس غنایمی که به دست آورده بودند را رها کرده و به عقب برگشتند. سوستنس نیز به نوبه خود توسط برنوس و نیروهایش مورد حمله قرار گرفت و شکست خورد که درنهایت پس ازین زدو خوردها سلت‌ها آزاد بودند تا کشور را ویران کنند.
پس از بازگشت این جنگجویان به خانه، برنوس آنها را ترغیب و متقاعد کرد که سومین تهاجم متحد را علیه یونان مرکزی به رهبری او و آکیکوریوس برپا کنند. سرانجام برنوس راهی برای دور زدن گذرگاه ترموپیل پیدا کرد، اما یونانی‌ها از طریق دریا فرار کردند.

## نبرد
ائتلاف یونانی متشکل از آتولیایی‌ها، بوئوتی‌ها، آتنی‌ها، فوکیایی‌ها و سایر یونانیان در شمال کورینت در گذرگاه باریک ترموپیل، در ساحل شرقی یونان مرکزی، موضع گرفتند. در جریان حمله اولیه، نیروهای ژنرال برنوس متحمل خسارات سنگینی شدند. از این رو تصمیم گرفت که نیروی بزرگی را به فرماندهی آکیکوریوس علیه آتولیایی‌ها بفرستد.
گردان‌های آتولیایی، همان‌طور که برنوس امیدوار بود، ترموپیل را ترک کردند تا از خانه‌های خود دفاع کنند. اتولیایی‌ها همگی به دفاع پیوستند - پیران و زنان برای مبارزه سلاح بدست گرفتند.
با درک اینکه شمشیر گالی فقط در فاصله نزدیک خطرناک است، اتولی‌ها به تاکتیک‌های درگیری اسکیرمیشی (زدو خورد با تیر و نیزه از فاصله نسبتاً دورتر) متوسل شدند. گال‌ها کالیون را در مرز میان یوریتانی و آتولیا، نابود کردند، اما مقاومت کل جمعیت آتولیا در محل کوکالیا ضربه قاطعی به تهدید گال‌ها وارد کرد. به گفته پاوسانیاس، تنها نیمی از کسانی که عازم اتولیا شده بودند، بازگشتند.